# Palolco
Palolco är en ort i Mexiko.   Den ligger i kommunen Tampacán och delstaten San Luis Potosí, i den sydöstra delen av landet, 220 km norr om huvudstaden Mexico City. Palolco ligger 189 meter över havet och antalet invånare är 231.
Terrängen runt Palolco är kuperad åt sydost, men åt nordväst är den platt. Runt Palolco är det ganska tätbefolkat, med 80 invånare per kvadratkilometer. Närmaste större samhälle är Tampacan, 2,3 km väster om Palolco. I omgivningarna runt Palolco växer huvudsakligen savannskog.